# جانی فرمرش
جانی فرمرش (انگلیسی: Gianni Vermeersch؛ زادهٔ ۱۹ نوامبر ۱۹۹۲) دوچرخه‌سوار اهل بلژیک است.
از باشگاه‌هایی که در آن بازی کرده‌است می‌توان به ورانداس ویلمز–کرلان اشاره کرد.